# Juletræ (værktøj)
 For alternative betydninger, se Juletræ. (Se også artikler, som begynder med Juletræ)
Juletræ er et værktøj for en træsmed og en murer. Det er førhen blevet brugt til at kratte fuger i murværk ud med, når der skulle indsættes træpropper, hvori der kunne sættes søm eller skruer der kunne holde fx en dørkarm eller et vindue på plads. Sådanne træpropper er for længst blevet afløst af ekspansionsbolte, rawlplugs eller karmskruer, der bores ind i stenene, ikke i fugerne.
Kaldes også for Fugesav eller Røvharpe.
Tækkemænd bruger også et "juletræ", til at holde kæppene på plads. Som regel er det et fladt stykke træ, med modhagere snittet på hver side. man sætter juletræet i taget, og drejer 45 grader, så modhagerne låser i stråene; På juletræet er der en skrue der holder kæppen til taget

## Eksterne links
- Træsmedens Håndværktøj Arkiveret 16. september 2008 hos  Wayback Machine